# Handley Page Hinaidi
Die Handley Page H.P.33 Hinaidi war ein zweimotoriger britischer Nachtbomber des britischen Herstellers Handley Page Aircraft Company vom Ende der 1920er Jahre.

## Geschichte und Konstruktion
Die Hinaidi war eine Weiterentwicklung des Nachtbombers H.P.24 Hyderabad von 1923. Der Prototyp der Hinaidi war ein Umbau der Hyderabad mit der RAF-Seriennummer J7745 aus dem ersten Produktionslos. Der Erstflug des Umbaus, der in Frankreich produzierte Gnome-Rhône-Jupiter-IX-Sternmotoren erhielt, fand am 26. März 1927 statt. Im September 1928 erreichte die Hinaidi Mk. I das No. 99 Squadron der Royal Air Force.
Neben dem Prototyp wurden zwei neue Hinaidi gebaut sowie sieben Hyderabad konvertiert. Im Jahre 1929 erfolgte die Weiterentwicklung als H.P.36 Hinaidi Mk II, die als Ganzmetallflugzeug ausgelegt war. Von dieser Variante wurden 33 Maschinen hergestellt. Abgeleitet von der Hinaidi war die H.P.35 Clive, die als Truppentransporter verwendet wurde. Die Hinaidi Mk II kam in die afghanische Nordwestprovinz, und die Clive Mk II wurde in Lahore eingesetzt. Die letzten Hinaidis der Special Reserve Squadrons Nos 10 und 503 wurden im Oktober 1935 ausgemustert.

## Varianten
- HP.33 Hinaidi Mk I, 3 Stück + 7 konvertierte Hyderabads
- HP.35 Clive Mk I, eine konvertierte Hinaidi Mk I
- HP.35 Clive Mk II, 2 Stück aus Ganzmetall
- HP.36 Hinaidi II, 33 Stück aus Ganzmetall

## Produktion
Abnahme der Handley Page Hinaidi und Clive durch die RAF:
| Version               | 1928 | 1929 | 1930 | 1931 | Summe |
| --------------------- | ---- | ---- | ---- | ---- | ----- |
| Mk.I Holzbauweise     | 2    | 3    |      |      | 5     |
| Mk.I Rumpf aus Metall |      | 3    |      |      | 3     |
| Mk.II                 |      | 1    | 10   | 23   | 34    |
| Clive Mk.I            | 1    |      |      |      | 1     |
| Clive Mk.II           |      |      | 2    |      | 2     |
| Summe                 | 3    | 7    | 12   | 23   | 45    |

## Militärische Nutzung
Vereinigtes Königreich
- Royal Air Force

## Technische Daten
| Kenngröße             | Handley Page H.P.36 Hinaidi Mk II                                        |
| --------------------- | ------------------------------------------------------------------------ |
| Besatzung             | 4                                                                        |
| Länge                 | 18,03 m                                                                  |
| Spannweite            | 22,86 m                                                                  |
| Höhe                  | 5,18 m                                                                   |
| Flügelfläche          | 136,5 m²                                                                 |
| Leermasse             | 3647 kg                                                                  |
| Startmasse            | 6500 kg                                                                  |
| Antrieb               | zwei 9-Zylinder-Sternmotoren Bristol Jupiter VIII mit je 440 PS (324 kW) |
| Höchstgeschwindigkeit | 197 km/h                                                                 |
| Dienstgipfelhöhe      | 4400 m                                                                   |
| Reichweite            | 1370 km                                                                  |
| Bewaffnung            | drei 7,7-mm-MGs, max. 657 kg Bomben                                      |